# Ishigeaceae
Famille
Les Ishigeaceae sont une famille d’algues brunes de l’ordre des Ishigeales. 

## Étymologie
Le nom vient du genre Ishige, nom japonais de la plante.

## Liste des genres
Selon AlgaeBase (21 août 2017), NCBI (21 août 2017) et World Register of Marine Species (21 août 2017) :
- Ishige Yendo, 1907